# Hans von Plessen
Hans Georg Hermann von Plessen (Spandau, 26 novembre 1841 – Potsdam, 28 gennaio 1929) è stato un generale prussiano.

## Biografia
Discendente da una nobile famiglia, Plessen era il figlio del tenente generale Hermann von Plessen, e di sua moglie, Pauline Sophie Adelaide Meyer.

## Carriera militare
Il 21 settembre 1861 divenne cadetto nel 2º reggimento dei granatieri Kaiser Franz Garde. Nel 1862 è stato promosso a sottotenente e, nel 1864, prese parte alla guerra tra Germania e Danimarca. Nel 1869 fu promosso a tenente e come tale ha preso parte alla guerra franco-tedesca negli assedi di Toul, Metz e Parigi, così come alle battaglie ad Orléans, Le Mans, Dreux, Madeleine, Bellême, Meung-sur-Loire, Beaugency e Quesques. Nel 1879 divenne aiutante di campo dell'imperatore Guglielmo I. 

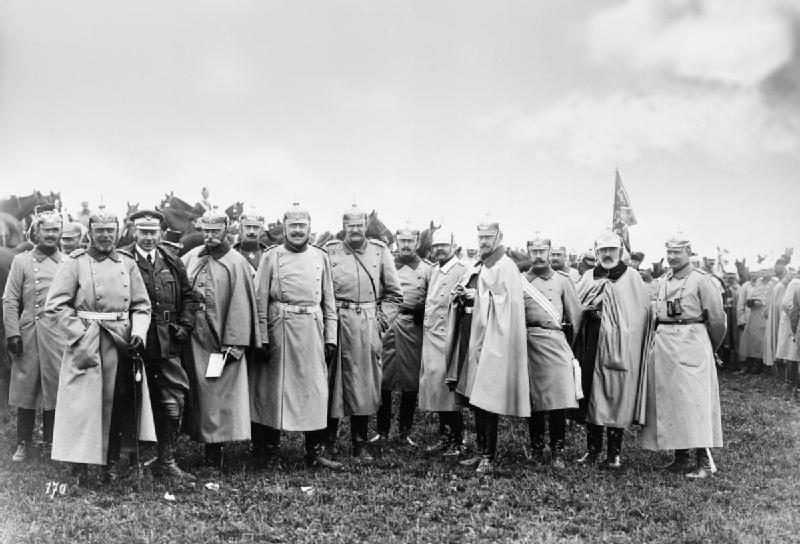
Plessen (prima fila, il terzo da sinistra), alle manovre imperiali nel 1905.

Nel 1885 è stato promosso a tenente colonnello, nel 1888 a colonnello, e nel 1891 a maggiore generale. Nel 1892 era in servizio con il generale nell'entourage dell'imperatore, nonché comandante del quartier generale imperiale. Nel 1894 fu nominato aiutante di campo e promosso a tenente generale.
È stato tra l'altro comandante del 1º reggimento di fanteria, capo del corpo di polizia a cavallo e capo del 3º battaglione di Brandeburgo.
Il 17 novembre 1918, si è dimesso come comandante del comando generale con il grado di Maresciallo dal servizio attivo e condotto in esilio al Castello di Amerongen. Al momento della sua partenza dal servizio militare all'età di 76 anni è stato il più vecchio ufficiale attivo in Germania.

## Matrimonio
Sposò, il 24 gennaio 1874 a Berlino, Elisabeth von Langenbeck (7 febbraio 1850-17 dicembre 1917), figlia di Bernhard von Langenbeck. Ebbero cinque figli, di cui due femmine che morirono in tenera età e tre maschi, che intrapresero la carriera militare: Hans, Bernhard e Wilhelm.